# Saint-Prix (Saône-et-Loire)
Saint-Prix település Franciaországban, Saône-et-Loire megyében. Lakosainak száma 201 fő (2022. január 1.). Saint-Prix Roussillon-en-Morvan, Arleuf, Glux-en-Glenne, La Grande-Verrière és Saint-Léger-sous-Beuvray községekkel határos.

## Népesség
A település népessége az elmúlt években az alábbi módon változott:
| Lakosok száma | 212  | 218  | 228  | 217  | 213  | 209  | 206  | 203  | 201  |
|               | 2013 | 2015 | 2016 | 2017 | 2018 | 2019 | 2020 | 2021 | 2022 |